# Wim de Boer

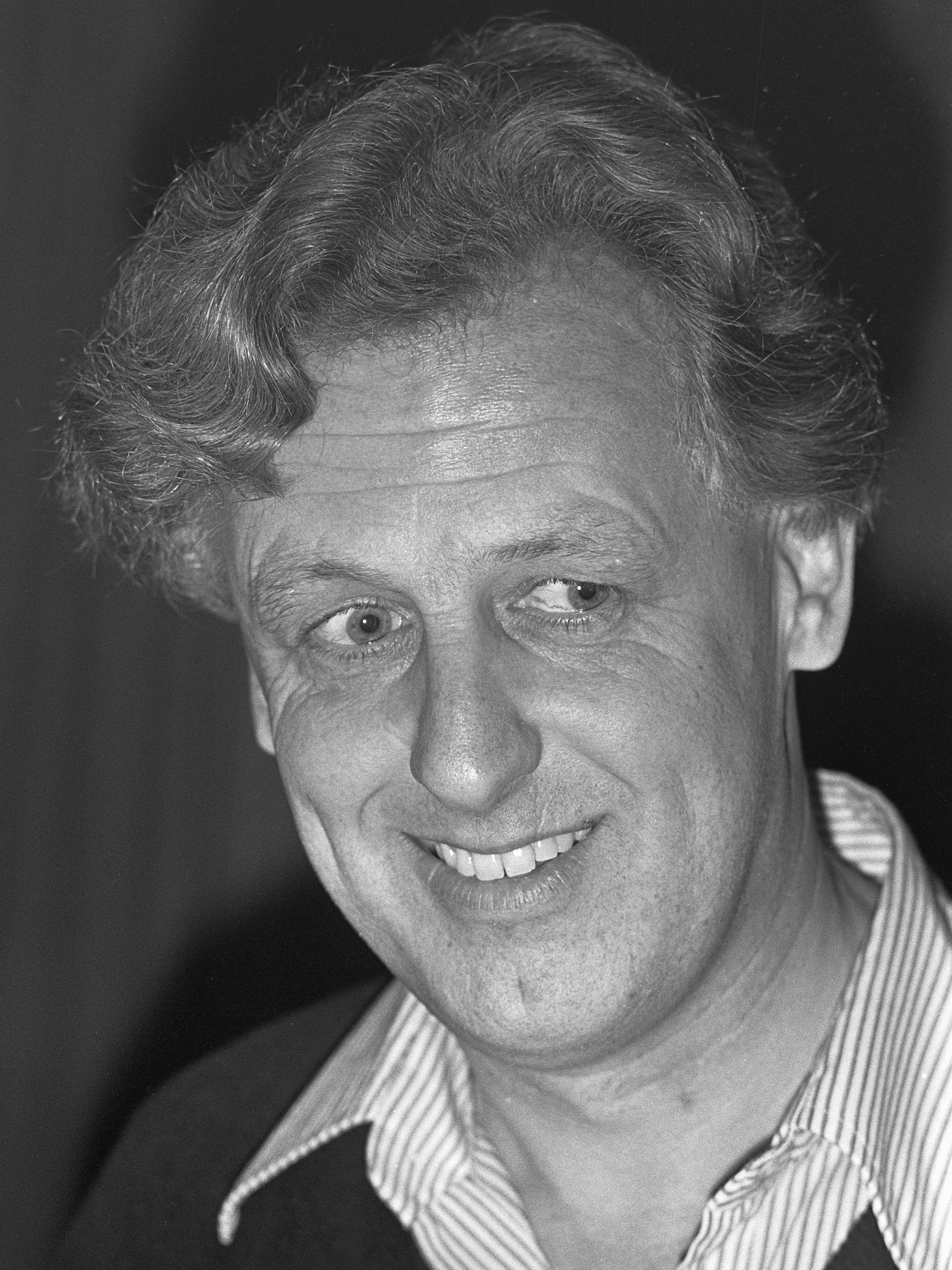
Wim de Boer

Wim de Boer (* 13. Januar 1938 in Amersfoort) ist ein niederländischer Politiker der GroenLinks.

## Leben
Boer war zunächst Parteimitglied der Progressief Sneek und saß von 1974 bis 1982 für diese Partei im Gemeinderat von Sneek. Boer wechselte dann zur PPR, deren Parteivorsitzender er von 1981 bis 1985 war. Seit 1990 ist er Mitglied der Partei GroenLinks. Von 1990 bis 2003 war Boer Senator in der Ersten Kammer der Generalstaaten für GroenLinks. Seine beiden Töchter Helen de Boer und Magreet de Boer sind als Politiker der GroenLinks auf kommunaler Ebene tätig.